# Gabriel Mmole
Gabriel Mmole (1939 - 15 de maio de 2019) foi um prelado católico romano da Tanzânia. Nascido em Nangoo, Mmole foi ordenado ao sacerdócio em 1971. Ele foi nomeado bispo de Mtwara em 1988 e serviu até que o Papa Francisco aceitou a sua renúncia no dia 15 de outubro de 2015 e nomeou Titus Joseph Mdoe para sucedê-lo.
Mmole morreu após uma longa doença em 15 de maio de 2019 em Mtwara, aos 80 anos de idade.